# كارز 3: درايفن تو وين
كارز 3: درايفن تو وين (بالإنجليزية: Cars 3: Driven to Win)‏، هي لعبة فيديو سباقات السيارات، وسيصدر في شهر يوليو 2017م، وتعمل على عدة منصات التشغيل ومنها بلاي ستيشن 4 ونينتندو سويتش وإكس بوكس ون، وهي مقتبسة من فيلم الرسوم المتحركة كارز 3.